# 이토 아사히
이토 아사히(일본어: 伊藤 あさひ, 2000년 1월 19일 ~ )는 일본의 남성 배우, 켄온 소속이다.

## 출연작

### TV 드라마
- 2018년 ~ 2019년 쾌도전대 루팡레인저 vs. 경찰전대 패트레인저 - 야노 카이리 / 루팡레드 역
- TV 아사히 채널 방영 절대 BL이 되는 세계 VS 절대 BL이 되고 싶지 않은 남자 (絶対BLになる世界VS絶対BLになりたくない男) - 키쿠치 역 (2021년, 시즌 1 / 2022년, 시즌 2)

## 영화
- 경찰전대 패트레인저 Feat. 쾌도전대 루팡레인저 또 한명의 패트렌 2호 - 야노 카이리 / 루팡레드 역
- 쾌도전대 루팡레인저 + 경찰전대 패트레인저 궁극의 변합체 - 야노 카이리 / 루팡레드 역
- 쾌도전대 루팡레인저 VS 경찰전대 패트레인저 en film - 야노 카이리 / 루팡레드 역
- 루팡레인저 VS 패트레인저 VS 큐레인저 - 야노 카이리 / 루팡레드 역
- 쾌도전대 루팡레인저 VS 경찰전대 패트레인저 파이널 라이브 투어 2019 - 야노 / 카이리 역
- 기사룡전대 류소우저 VS 루팡레인저 VS 패트레인저 - 야노 카이리 / 루팡레드 역